# TUGZip
TUGZip은 마이크로소프트 윈도우용 프리웨어 압축 소프트웨어이다.

## 같이 보기
- 압축 소프트웨어의 비교